# شهرستان چلنو-ورشینسکی
شهرستان چلنو-ورشینسکی (به لاتین: Chelno-Vershinsky District) یک شهرستان در روسیه است که در استان سامارا واقع شده‌است.